# Wren 460
El Wren 460 es una conversión STOL de una célula de Cessna 180 o 182.

## Diseño y desarrollo
El Wren 460 remonta sus orígenes hasta el Skyshark, una modificación del anterior Robertson Skylark SRX-1, construido por James Robertson, hijo de William B. Robertson, cofundador de Robertson Aircraft Corporation, a finales de los años 50. El Skyshark incorporaba una serie de modificaciones, siendo la más notable un canard equipado con elevadores en la estela detrás de la hélice. Fue un éxito tecnológico, pero demasiado caro de producir.
Robertson incorporó muchas características del Skyshark en el Wren 460 de la Wren Aircraft Company. Conversión de la célula de un Cessna 180 o 182, el Wren 460 presentaba flaps doblemente ranurados de envergadura total, spoilers móviles para asistir a los alerones en el control de alabeo, y una hélice de paso reversible opcional para realizar aproximaciones más anguladas y carreras de aterrizaje más cortas. Como el Skyshark, el Wren 460 también presentaba un juego de canards inmediatamente detrás de la hélice, aprovechando la corriente de aire de la misma y permitiendo al morro elevarse incluso estando el avión detenido. El ángulo del perfil alar también fue cambiado de los 16 a los 20 grados, una modificación que sería más tarde incorporada al 182 estándar.

## Historia operacional
El Wren 460, modificado desde un Cesnna 182A, realizó su primer vuelo en enero de 1963, y recibió la certificación de la FAA el 30 de junio de 1964.
Los pilotos elogiaron el 460 por sus prestaciones STOL. Kevin Brown, de Popular Mechanics, destacó que “aterriza como un avión embarcado”, pero también destacó que el aterrizaje era “bastante duro”. A pesar de la publicidad de su presentación inicial, se construyeron pocos ejemplares debido en parte a su precio, que era más del doble del de un Cessna 182 en existencias de la época. Wren Aircraft entró finalmente en bancarrota 1969, después de que las fuerzas armadas de los Estados Unidos rechazaran sus proyectos.
El certificado de tipo del Wren 460 fue vendido a Galen Means, y de nuevo a Todd Peterson en 1977. Peterson, propietario de Advanced Lift Systems (más tarde Peterson's Performance Plus), comenzó la producción de nuevo del Wren 460 como Wren 460P, esta vez modificado desde células usadas de 182 de modelos más modernos, en lugar de las células nuevas de modelos anteriores del original. A diferencia del mismo, el Wren 460P no tenía la opción de una hélice reversible, ya que Peterson creía que ofrecía pocos beneficios en relación con su coste. En 1986, un Wren 460P costaba menos que un 182 nuevo, en casi 20 000 dólares.

## Variantes
Wren 460
Conversiones originales realizadas por la Wren Aircraft Company. Alrededor de 200 aparatos modificados desde células nuevas de Cessna 180 y 182.
Wren 460 Beta
Wren 460 con hélice reversible opcional.
Wren 460P
Conversiones realizadas por Advanced Lift Systems (más tarde Peterson's Performance Plus). Modificado desde células de 182H a 182M usadas, sin opción de hélice reversible.
Peterson 260SE
Conversión simplificada con alas en existencias y motor Continental IO-470-F de 260 hp. Más de 500 ejemplares convertidos.
Peterson 230SE
Conversión aún más simplificada con solo la modificación de los canards.
Super Skylane
Conversión no STOL del 182 con el IO-470-F de 260 hp.
Bushmaster
Versión del 260SE con tren de aterrizaje reforzado y neumáticos más grandes, destinado al vuelo salvaje.
Katmai
Peterson 260SE con alas alargadas.
King Katmai
Katmai con motor Continental IO-550 de 300 hp.
Kenai
King Katmai con alas en existencias de 182.
O-4
Versión propuesta del Wren 460 para las Fuerzas Armadas de los Estados Unidos. No construida.

## Especificaciones (Wren 460)
Referencia datos: Jane's All The World's Aircraft 1988-89

### Características generales
- Tripulación: Uno (piloto)
- Capacidad: Tres pasajeros
- Longitud: 8,3 m (27,3 ft)
- Envergadura: 10,9 m (35,8 ft)
- Altura: 2,7 m (9 ft)
- Superficie alar: 16,3 m² (175,5 ft²)
- Peso vacío: 770 kg (1697,1 lb)
- Peso cargado: 1270 kg (2799,1 lb)
- Peso máximo al despegue: 1656 kg (3649,8 lb)
- Planta motriz: 1× motor bóxer de seis cilindros refrigerado por aire Continental IO-470-R.
  - Potencia: 190 kW (262 HP; 258 CV)
- Capacidad de combustible: 303 l

### Rendimiento
- Velocidad máxima operativa (Vno): 260 km/h (162 MPH; 140 kt)
- Velocidad crucero (Vc): 230 km/h (143 MPH; 124 kt)
- Alcance: 1580 km (853 nmi; 982 mi)
- Techo de vuelo: 5900 m (19 357 ft)
- Régimen de ascenso: 5,5 m/s (1083 ft/min)
- Despegue y aterrizaje desde 15 m: 171 m

## Aeronaves relacionadas

### Desarrollos relacionados
- Cessna 180 Skywagon
- Cessna 182 Skylane
- Robertson Skylark SRX-1

### Secuencias de designación
- Secuencia O-_ (Aviones de Observación estadounidenses, 1962-presente): O-1 - O-2 - O-3 - O-4 - O-5 - O-6